# Qurnat as Sawdā'
El Qurnat as Sawdā' (del árabe: القرنة السوداء) es la mayor montaña del Líbano. Situada en la cordillera del Líbano tiene una altitud de 3.088 m, con una prominencia desde su base de 2.392 m.
Qurnat al Sawdà tiene una vertiente este semiárida, que cae abruptamente sobre el valle, mientras que su vertiente oeste, en forma de una gran herradura, es rica en manantiales, bosques de numerosas especies y sobre todo importantes extensiones boscosas del más famoso y emblemático árbol libanés, el cedro, además de estar minada de varias villas y poblados, esta vertiente baja lentamente a la orilla del mar Mediterráneo, en cuyas faldas se encuentran ciudades importantes como Batroun y Trípoli, la segunda más poblada del Líbano.
Por su formidable altura, la hace ser la montaña más elevada no sólo del Líbano, sino también del Cercano Oriente que es su área circunvecina (Chipre, Grecia, Egipto, Israel, Jordania y Siria), superando al Monte Hermón, la segunda montaña más alta de la zona con 2.814 metros, el Monte Olimpo en Grecia y el Monte Olimpo de Chipre, sólo superada por las montañas turcas e iraníes.